# Hulok
Hulok (Hoolock) – rodzaj ssaków naczelnych z rodziny gibbonowatych (Hylobatidae).

## Rozmieszczenie geograficzne
Rodzaj obejmuje gatunki występujące w Indiach, Bangladeszu, Mjanmie i Chinach.

## Morfologia
Długość ciała 45–81 cm; masa ciała 6–9 kg.

## Systematyka
Rodzaj zdefiniowali w 2005 roku amerykański prymatolog Alan Mootnick i australijski antropolog Colin Peter Groves w artykule poświęconym opisowi nowego rodzaju gibbonów, opublikowanym na łamach International Journal of Primatology. Na gatunek typowy autorzy wyznaczyli (oryginalne oznaczenie) huloka zachodniego (H. hoolock).

### Etymologia
Hoolock: nazwa হলৌ holou oznaczająca w języku asamskim lub pokrewnych huloka zachodniego, być może w aluzji do jego odgłosów.

### Podział systematyczny
Do rodzaju należą następujące gatunki:
| Grafika | Gatunek            | Autor i rok opisu | Nazwa zwyczajowa | Podgatunki         | Rozmieszczenie geograficzne | Podstawowe wymiary                   | Status IUCN |
| ------- | ------------------ | --- | ---------------- | ------------------ | --- | ------------------------------------ | ----------- |
|         | Hoolock hoolock    | (Harlan, 1834) | hulok zachodni   | 2 podgatunki       | Bangladesz, północno-wschodnie Indie (na południe od rzeki Brahmaputra, na wschód od rzeki Dibang) i północno-zachodnia Mjanma (na zachód od rzeki Czinduin)           | DC: około 51 cm MC: około 6,1–6,9 kg | EN          |
|         | Hoolock leuconedys | (Groves, 1967) | hulok wschodni   | gatunek monotypowy | północno-wschodnie Indie (Arunachal Pradesh i Asam) i wschodnia Mjanma (pomiędzy rzekami Czinduin i Irawadi)                                                           | DC: 45–65 cm MC: 6–9 kg              | VU          |
|         | Hoolock tianxing   | Fan Pengfei, He Kai, Chen Xing, Ortiz, Zhang Bin, Zhao Chao, Li Yunqiao, Zhang Haibo, Kimock, Wang Wenzhi, Groves, Turvey, Roos, K.M. Helgen & Jiang Xuelong, 2017 |                  | gatunek monotypowy | Mjanma (pomiędzy rzekami Irawadi–Nmai Hka i Saluin, historycznie dalej na południe w Gokteik, w stanie Szan) i Chińska Republika Ludowa (góry Gaoligong Shan, Syczuan) | brak danych                          | EN          |

Kategorie IUCN:  VU  – gatunek narażony,  EN  – gatunek zagrożony.